# Теренколь (Аккулинский район)
Теренколь (каз. Тереңкөл) — упразднённое село в Аккулинском районе Павлодарской области Казахстана. Входит в состав Баймульдинского сельского округа. Код КАТО — 555235300. Исключено из учетных данных в 2017 году.

## Население
В 1999 году население села составляло 110 человек (59 мужчин и 51 женщина). По данным переписи 2009 года в селе проживало 56 человек (35 мужчин и 21 женщина).